# فول

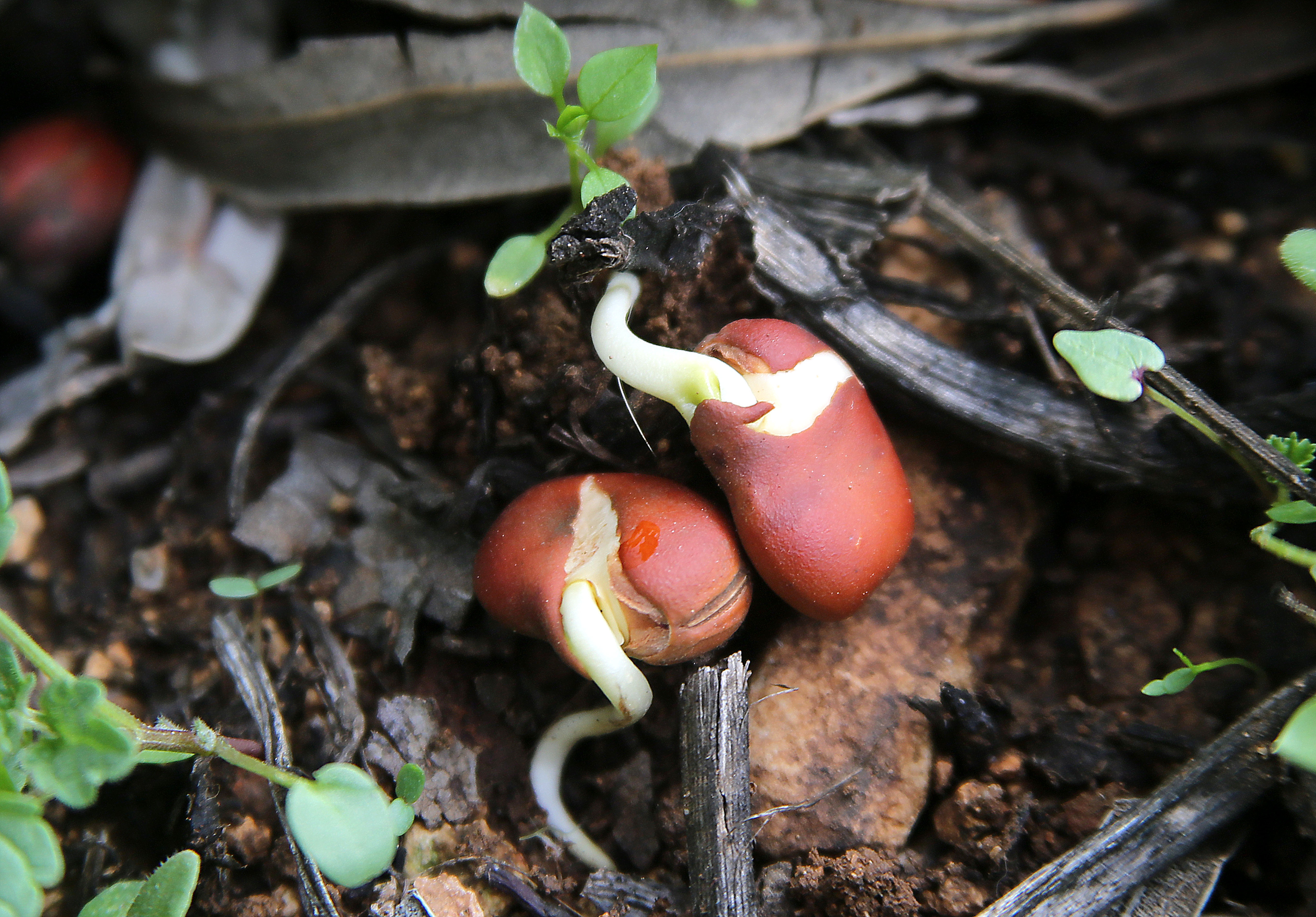
نبات الفول، أثناء نموّه، في مدينة الخليل

الفول أو الباقلاء نوع نباتي يتبع جنس البيقية من الفصيلة البقولية. اسمه العلمي (باللاتينية: Vicia faba).
تعدّ منطقة آسيا الوسطى مركز النشوء الأصلي للفول ولا يعرف إن كان قد تطور وراثيًا كهجين بين البيقية رفيعة الورق (باللاتينية: Vicia angustifolia) والبيقية الفرنسية (باللاتينية: Vicia narbonensis) أو إن كان تطوره من البيقية رفيعة الورق فحسب.

## الزراعة
تعدّ زراعة الفول هامة لأنها تستعمل كغذاء في الوطن العربي وخصوصاً في مصر والسودان، ويتواجد الفول بأصناف محلية في الوطن العربي أهمها:
- الفول العادي: منتشر في المغرب العربي ومصر والسودان.
- الفول المالطي: يتواجد في المشرق العربي ومصر وتونس وتعرف منه أصناف كثيرة. ففي تونس هناك الصنفان عمدون وعمدون 2، وفي سوريا هناك الشامي والحلبي وفول تلكلخ، وفي الجزائر هناك مخطط وسطيف ومخطط وادسمار.
- الفول القبرصي : وهو منتشر في سوريا تحت أصناف البعلي والزوري وفي مصر يسمى بالصنف البلدي.[4]

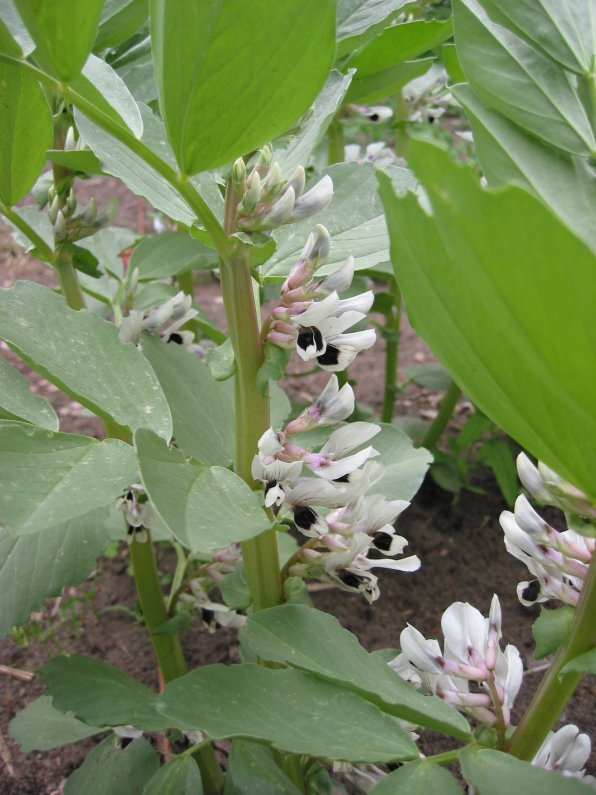
نبات الفول

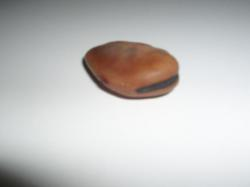
حبة فول